# ایوو جیما

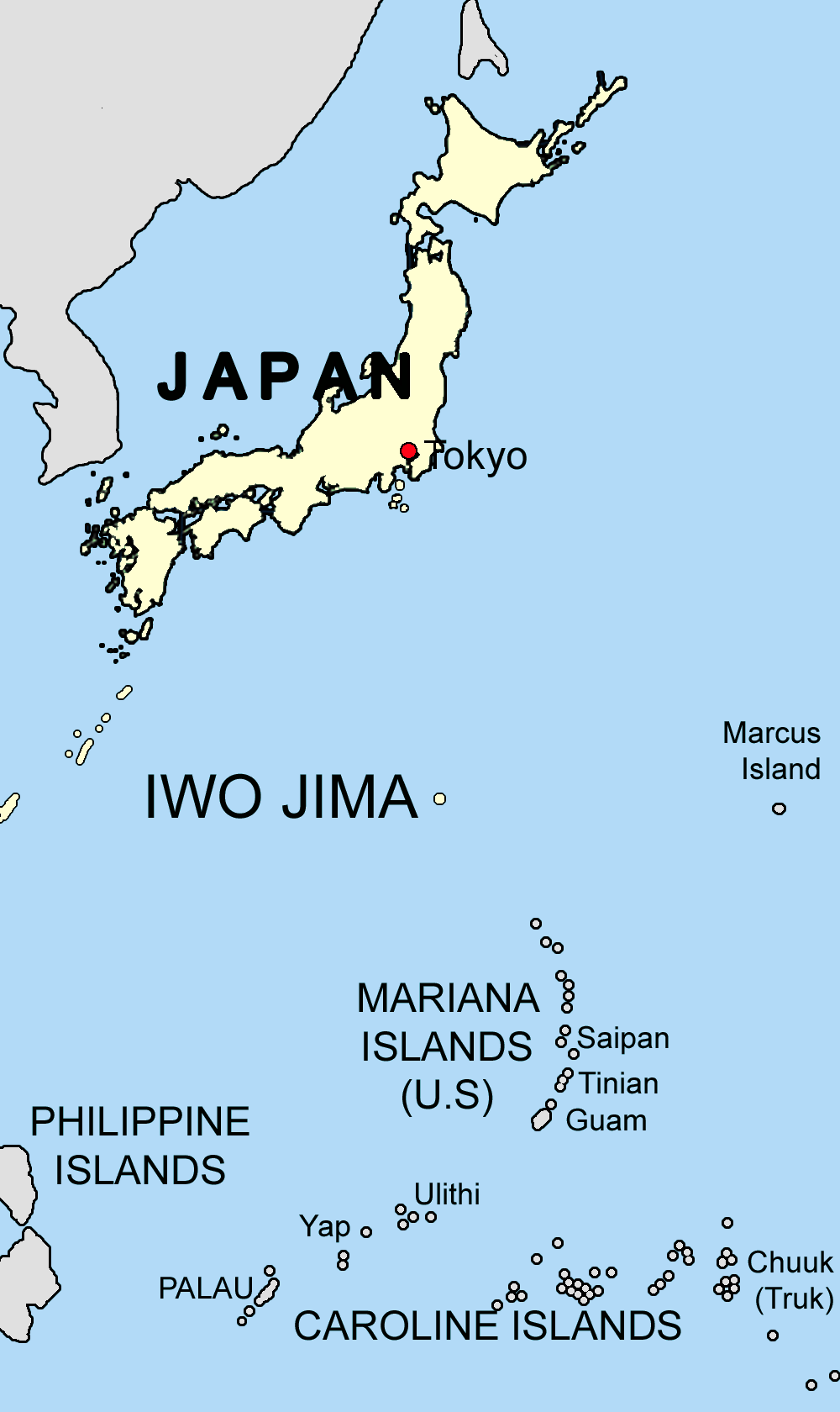
جزیره ایوو جیما.

ایوو جیما (به ژاپنی: 硫黄島) نام یک جزیرهٔ آتشفشانی ژاپنی در اقیانوس آرام است که در ۱۲۰۰ کیلومتری توکیو واقع شده‌است. این جزیره در جنوب جزایر اوگاساوارا قرار دارد و جزئی از جزایر توکیو به‌شمار می‌آید. فاصلهٔ آن از شرق به غرب ۸ کیلومتر و از جنوب به شمال ۴ کیلومتر است. کوه سوریباچی در این جزیره واقع شده‌است. اکنون این جزیره خالی از سکنه است و تنها یک روز در سال بازدیدکنندگان اجازه ورود به آن را دارند.
این جزیره به خاطر نبرد ایوو جیما که در اواخر جنگ جهانی دوم بین نیروی دریایی ایالات متحده و ژاپن روی داد، مشهور است. هم‌اکنون نام جزیره به ایوتو (نام جزیره پیش از جنگ جهانی دوم) برگردانده شده‌است.

## جستارهای وابسته

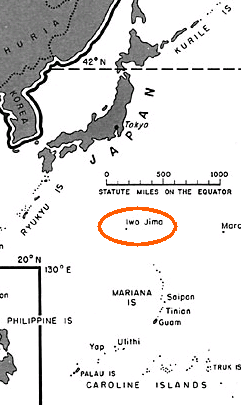
موقعیت ایوجیما نسبت به ژاپن
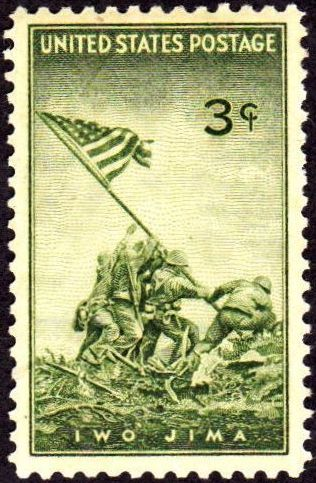
تمبر یادبود پیروزی آمریکا در جزیره ایوجیما
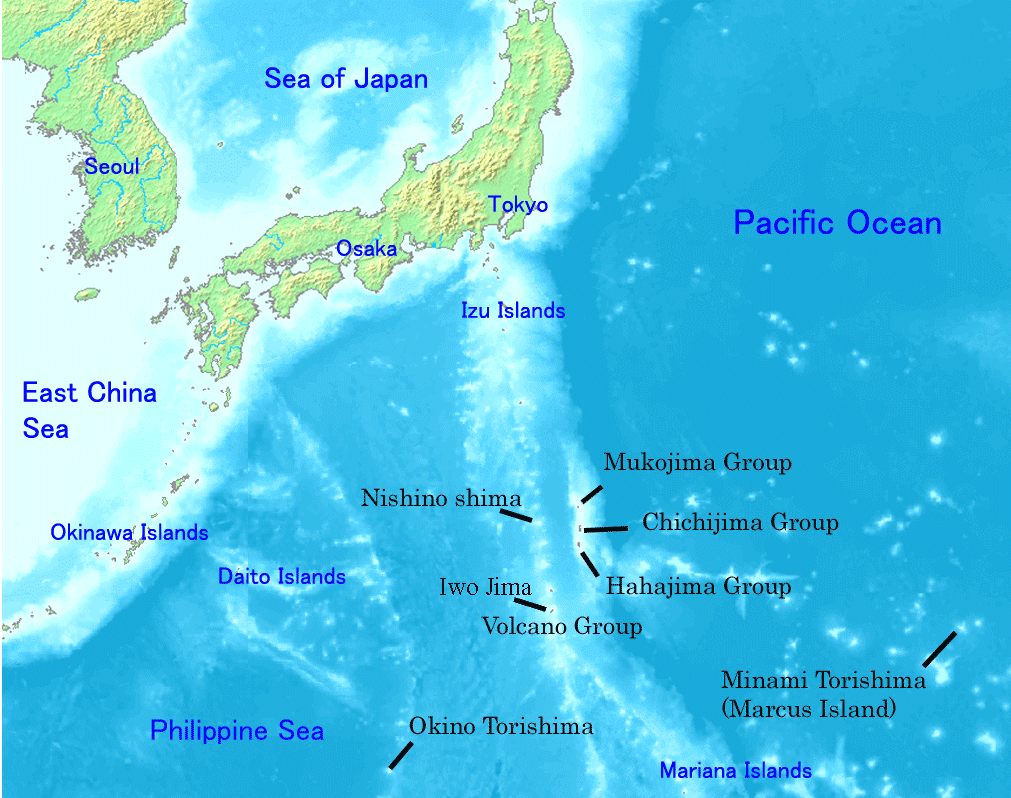
موقعیت جزیره ایوجیما در بین جزایر اوگاساوارا